# هری آلن (بازیکن فوتبال، زاده ۱۸۷۹)
هری آلن (انگلیسی: Harry Allen؛ 1879 – ۱۹۳۹ (۵۹−۶۰ سال)) بازیکن فوتبال اهل پادشاهی متحد بریتانیای کبیر و ایرلند بود.
از باشگاه‌هایی که در آن بازی کرده‌است می‌توان به باشگاه فوتبال دربی کانتی اشاره کرد.